# Пісочинська селищна територіальна громада
Пісочинська селищна територіальна громада — територіальна громада в Україні, в Харківському районі Харківської області. Адміністративний центр — селище Пісочин.
Утворена 10 лютого 2018 року шляхом об'єднання Березівської та Пісочинської селищних рад Харківського району.
У 2018 році шляхом добровільного об'єднання до громади приєдналася Коротичанська селищна рада.
22 грудня 2023 року рішенням XXXVI сесії VIII скликання Пісочинської селищної ради відповідно до п. 41 ст. 26, ст. 59 Закону України "Про місцеве самоврядування в Україні", керуючись Законом України від 09.04,2015р. № 317 "Про засудження комуністичного та націонал-соціалістичного (нацистського) тоталітарних режимів в Україні та заборону пропаганди їх символіки" перейменовано вулиці та провулки на території громади.

## Населені пункти
До складу громади входять 5 селищ Пісочин, Березівка, Коротич, Новий Коротич, Рай-Оленівка та 3 села Джерельне, Надточії, Олешки.